# Xã Central, Quận Perry, Missouri
Xã Central (tiếng Anh: Central Township) là một xã thuộc quận Perry, tiểu bang Missouri, Hoa Kỳ. Năm 2010, dân số của xã này là 10.875 người.